# Centrocoris spiniger

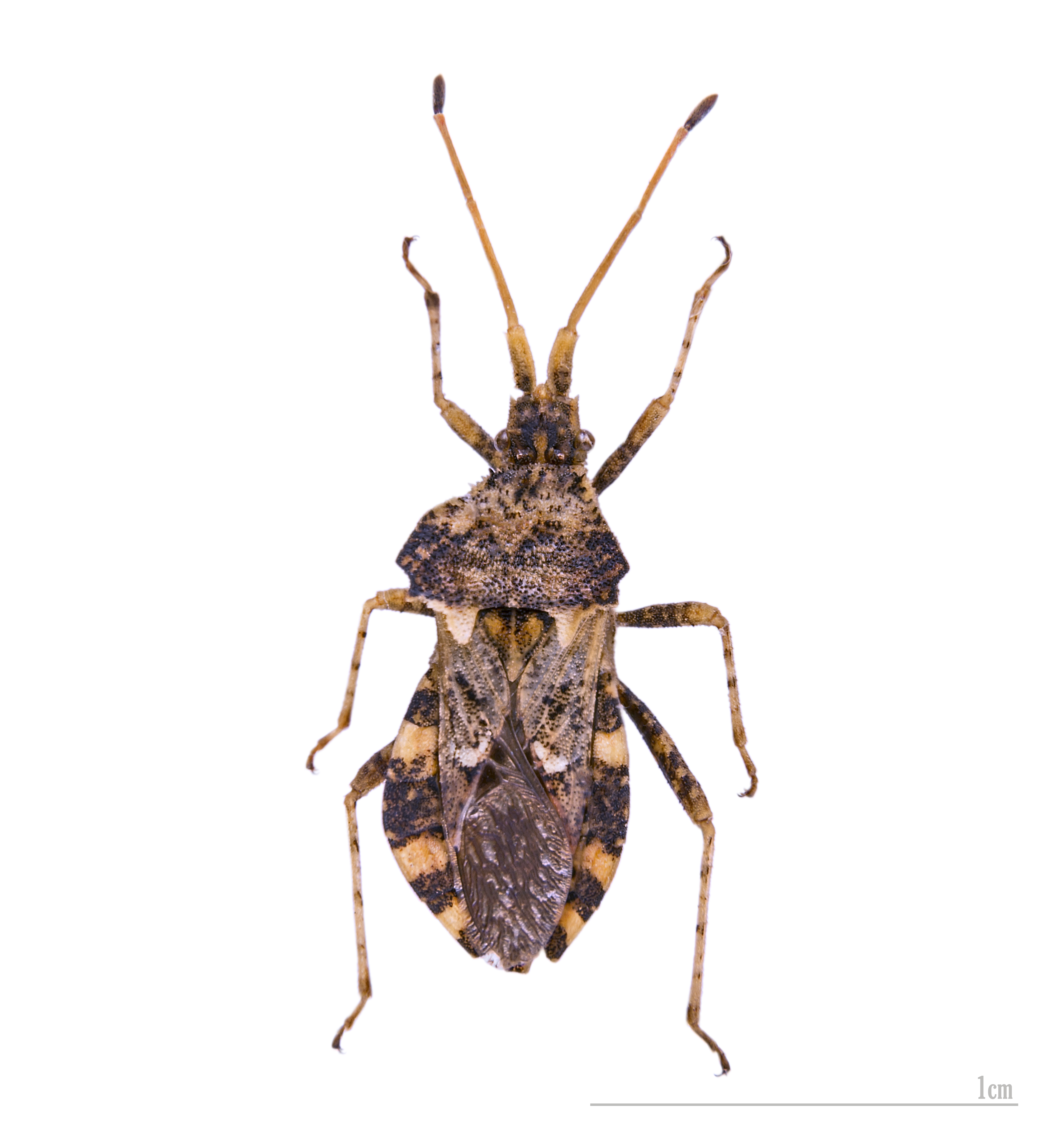
Centrocoris spiniger – Präparat

Centrocoris spiniger ist eine Wanze aus der Familie der Randwanzen (Coreidae).

## Merkmale
Die hellbraun gefärbten Wanzen werden 6–10 mm lang. An der Basis der beiden Fühler befinden sich seitlich Dorne. Der Halsschild ist an den Seiten leicht nach oben gewölbt. Am Hinterrand des Halsschilds befinden sich auf beiden Seiten drei Zähne.

## Vorkommen und Lebensweise
Centrocoris spiniger ist eine Wanzenart, die im gesamten Mittelmeerraum vorkommt. Ihr Verbreitungsgebiet erstreckt sich außerdem über den Mittleren Osten und Zentralasien. In Europa reicht ihr Vorkommen nach Norden bis zur Loire und nach Österreich.
Man findet die Wanzen häufig an Korbblütlern (Asteraceae), insbesondere Disteln, sowie an Süßgräsern (Poaceae) und Fuchsschwanzgewächsen.

## Ähnliche Arten
Centrocoris variegatus ist eine sehr ähnliche Art, die gewöhnlich eine dunklere Färbung besitzt. Ein Unterscheidungsmerkmal ist die Länge des Rüssels (Rostrum). Bei C. spiniger reicht dieser bis zum hinteren Körperende, bei C. variegatus lediglich bis zum mittleren Beinpaar.